# Longlea
Longlea är en del av en befolkad plats i Australien. Den ligger i kommunen Greater Bendigo och delstaten Victoria, omkring 120 kilometer norr om delstatshuvudstaden Melbourne. Antalet invånare är 494.
Runt Longlea är det mycket glesbefolkat, med 4 invånare per kvadratkilometer.. Närmaste större samhälle är Bendigo, omkring 14 kilometer väster om Longlea. 
I omgivningarna runt Longlea växer huvudsakligen savannskog. Genomsnittlig årsnederbörd är 618 millimeter. Den regnigaste månaden är februari, med i genomsnitt 87 mm nederbörd, och den torraste är januari, med 17 mm nederbörd.